# Landtagswahlkreis 7 (Rheinland-Pfalz)
Der Landtagswahlkreis 7 existierte in der Form und Bezeichnung in Rheinland-Pfalz seit dem ersten Landeswahlgesetz vom 7. Dezember 1950 bis zur Landtagswahl 1967. Durch eine Änderung des Wahlgesetzes vom 7. Juli 1970 wurde die Zahl der Wahlkreise auf 6 verringert. Das Gebiet des Wahlkreises 7 wurde bei der Landtagswahl 1971 als Wahlkreis 6 bezeichnet.

## Chronologie des Wahlkreises
Im Zuge der Vorbereitungen der zweiten Landtagswahlen am 29. April 1951 beschloss der Landtag von Rheinland-Pfalz das erste Landeswahlgesetz. Durch den § 14 des Gesetzes wurde Rheinland-Pfalz nun in sieben Wahlkreise eingeteilt. Die Wahlkreise orientierten sich an den vorhandenen Regierungsbezirken, die bei der ersten Landtagswahl 1947 den Wahlkreisen entsprachen. Nunmehr wurde dem Wahlkreis 7 vom damaligen Regierungsbezirk Pfalz die Stadtkreise Kaiserslautern, Zweibrücken und Pirmasens sowie die Landkreise Kirchheimbolanden, Rockenhausen, Kusel, Kaiserslautern-Land, Zweibrücken-Land und Pirmasens-Land als Wahlgebiet zugewiesen. Im Wahlkreis konnten 16 Abgeordnete gewählt werden.
Gewählte Abgeordnete
| Landtagswahl   | Abgeordnete | Partei | Zahl der Mandate |
| -------------- | --- | ------ | ---------------- |
| 29. April 1951 | Josef Diehl, Fritz Fickeisen, Willibald Gänger, Eugen Hertel, Willy Odenthal, Ignaz Roth, Julius Rüb, Fritz Volkemer                  | SPD    | 8                |
| 29. April 1951 | Otto Frank, Karl Motz, Fritz Wilms | FDP    | 3                |
| 29. April 1951 | Emil Demmerle, Jakob Demmerle, Gustav Hülser, Max Schuler, August Spies                                                               | CDU    | 5                |
| 15. Mai 1955   | Carola Dauber, Willibald Gänger, Eugen Hertel, Ignaz Roth, Adolf Wilhelm Rothley, Julius Rüb, Fritz Volkemer                          | SPD    | 7                |
| 15. Mai 1955   | Fritz Glahn, Albert Reinhard | FDP    | 2                |
| 15. Mai 1955   | Jakob Demmerle, Hans Lutwitzi, Ludwig Rupertus, Max Schuler, Hermann Seibel, Oskar Stübinger                                          | CDU    | 6                |
| 19. April 1959 | Baltfried Barthel, Carola Dauber, Willibald Gänger, Ignaz Roth, Adolf Wilhelm Rothley, Fritz Volkemer, Otto Walzel                    | SPD    | 7                |
| 19. April 1959 | Fritz Schneider, Fritz Wilms | FDP    | 2                |
| 19. April 1959 | Jakob Demmerle, Ludwig Rupertus, Max Schuler, Hermann Seibel, Oskar Stübinger                                                         | CDU    | 5                |
| 31. März 1963  | Karl Bäcker, Baltfried Barthel, Willibald Gänger, Oskar Munzinger, Adolf Wilhelm Rothley, Hedwig Schardt, Fritz Volkemer, Otto Walzel | SPD    | 8                |
| 31. März 1963  | Fritz Glahn, Fritz Schneider | FDP    | 2                |
| 31. März 1963  | Helmut Adamzyk, Jakob Demmerle, Ludwig Rupertus, Hermann Seibel, Oskar Stübinger, Theo Vondano                                        | CDU    | 6                |
| 23. April 1967 | Karl Bäcker, Baltfried Barthel, Philipp Mayer, Oskar Munzinger, Adolf Wilhelm Rothley, Jakob Schunk, Otto Walzel                      | SPD    | 7                |
| 23. April 1967 | Fritz Schneider | FDP    | 1                |
| 23. April 1967 | Helmut Adamzyk, Paul Durm, Kurt Rocker, Ludwig Rupertus, Edwin Steinhauer, Theo Vondano                                               | CDU    | 6                |
| 23. April 1967 | Lorenz Harth, Hans Müller | NPD    | 2                |

Nach einer Gesetzesänderung und der Verringerung auf 6 Wahlkreise wurde das Wahlgebiet ab der Landtagswahl 1971 als Wahlkreis 6 bezeichnet.